# Воронки (Крым)
Воронки́ (до 1945 года Кады́ш; укр. Воро́нки́, крымскотат. Qadış, Къадыш) — село в Раздольненском районе Республики Крым, входит в состав Зиминского сельского поселения (согласно административно-территориальному делению Украины — Зиминского сельского совета Автономной Республики Крым)

## Население
| 2001 | 2014 |
| ---- | ---- |
| 126  | ↘91  |

Всеукраинская перепись населения 2001 года показала следующее распределение по носителям языка
| Язык             | Процент |
| ---------------- | ------- |
| крымскотатарский | 41.27   |
| украинский       | 30.95   |
| русский          | 27.78   |

### Динамика численности
| - 1806 год — 130 чел. - 1864 год — 63 чел. - 1889 год — 262 чел. - 1892 год — 111 чел. - 1900 год — 261 чел. - 1926 год — 143 чел. | - 1939 год — 265 чел. - 1974 год — 256 чел. - 1989 год — 133 чел. - 2001 год — 126 чел. - 2009 год — 117 чел. - 2014 год — 91 чел. |

## Современное состояние
На 2016 год в Воронках числится 4 улицы; на 2009 год, по данным сельсовета, село занимало площадь 60 гектаров, на которой в 39 дворах проживало 117 человек, на 2009 год действовал фельдшерско-акушерский пункт. Воронки связаны автобусным сообщением с райцентром и соседними населёнными пунктами.

## География
Воронки — маленькое село на востоке района, в степном Крыму, у границы с Первомайским районом, высота центра села над уровнем моря — 79 м. Ближайшие населённые пункты — Красноармейское в 4,5 км на юг, Серебрянка в 6 км на северо-запад и Алексеевка Первомайского района — в 6,5 км на восток. Расстояние до райцентра — около 22 километров (по шоссе), до ближайшей железнодорожной станции, Евпатории-Курорт — примерно 52 километра. Транспортное сообщение осуществляется по региональной автодороге 35К-015 Раздольное — Евпатория (по украинской классификации — Т-01-11).

## История
Первое документальное упоминание села встречается в «Камеральном описании Крыма…» 1784 года, судя по которому, в последний период Крымского ханства село Кодаши входило в Мангытский кадылык Козловскаго Каймакамства. После присоединения Крыма к Российской империи (8) 19 апреля 1783 года, (8) 19 февраля 1784 года, именным указом Екатерины II сенату, на территории бывшего Крымского ханства была образована Таврическая область и деревня была приписана к Евпаторийскому уезду. После павловских реформ, с 1796 по 1802 год входила в Акмечетский уезд Новороссийской губернии. По новому административному делению, после создания 8 (20) октября 1802 года Таврической губернии, Кадыш был включён в состав Джелаирской волости Евпаторийского уезда.
По «Ведомости о волостях и селениях, в Евпаторийском уезде с показанием числа дворов и душ…» от 19 апреля 1806 года в деревне Кадиш числилось 17 дворов, 125 крымских татар и 5 ясыров. На военно-топографической карте генерал-майора Мухина 1817 года деревня Кадыш обозначена с 25 дворами. После реформы волостного деления 1829 года Кадыш, согласно «Ведомости о казённых волостях Таврической губернии 1829 года», отнесли к Атайской волости (переименованной из Джелаирской). На карте 1836 года в деревне 31 двор, как и на карте 1842 года.
В 1860-х годах, после земской реформы Александра II, деревню приписали к Биюк-Асской волости. Согласно «Памятной книжке Таврической губернии за 1867 год», деревня была покинута жителями вследствие эмиграции крымских татар, особенно массовой после Крымской войны 1853—1856 годов, в Турцию и вновь заселена татарами. В «Списке населённых мест Таврической губернии по сведениям 1864 года», составленном по результатам VIII ревизии 1864 года, Кадыш — владельческая татарская деревня, с 7 дворами, 63 жителями и мечетью «при колодцах». По обследованиям профессора А. Н. Козловского 1867 года, вода в колодцах деревни была пресная, а их глубина достигала 30—40 саженей «и более» (63—85 м). На трёхверстовой карте Шуберта 1865—1876 года в деревне Кадыш обозначено 17 дворов).
В «Памятной книге Таврической губернии 1889 года», по результатам Х ревизии 1887 года, в деревне Кадыш числилось 45 дворов и 262 жителя. Согласно «…Памятной книжке Таврической губернии на 1892 год», в деревне Кадыш, входившей в Кадышский участок, было 111 жителей в 18 домохозяйствах.
Земская реформа 1890-х годов в Евпаторийском уезде прошла после 1892 года, в результате Кадыш приписали к Коджамбакской волости. По «…Памятной книжке Таврической губернии на 1900 год» в деревне числился 261 житель в 46 дворах. На 1914 год в селении действовала земская школа. По Статистическому справочнику Таврической губернии. Ч.II-я. Статистический очерк, выпуск пятый Евпаторийский уезд, 1915 год, на хуторе Кадыш (А. М. Сарача) Коджамбакской волости Евпаторийского уезда числилось 17 дворов (все дворы с землёй) с населением в количестве 149 человек приписных жителей и 8 — «посторонних», из которых 83 мужчины и 74 женщины. Жители владели 383 десятинами удобной земли. В хозяйствах имелось 90 лошадей, 40 волов, 18 коров и 213 голов мелкого скота.
После установления в Крыму Советской власти, по постановлению Крымревкома от 8 января 1921 года № 206 «Об изменении административных границ» была упразднена волостная система и в составе Евпаторийского уезда был образован Бакальский район, в который включили село, а в 1922 году уезды получили название округов. 11 октября 1923 года, согласно постановлению ВЦИК, в административное деление Крымской АССР были внесены изменения, в результате которых округа были отменены, Бакальский район упразднён и село вошло в состав Евпаторийского района. Согласно Списку населённых пунктов Крымской АССР по Всесоюзной переписи 17 декабря 1926 года, в селе Кадыш Старый (центре Кадышского сельсовета, в коем состоянии всю село пребывало до 1974 года) и Кадышская Скала, Евпаторийского района, числилось 64 двора, из них 53 крестьянских, население составляло 267 человек, из них 135 татар, 128 русских, 4 армянина и 1 украинец, действовала русская школа. Постановлением ВЦИК РСФСР от 30 октября 1930 года был создан Фрайдорфский еврейский национальный район (переименованный указом Президиума Верховного Совета РСФСР № 621/6 от 14 декабря 1944 года в Новосёловский) (по другим данным 15 сентября 1931 года) и Кадыш включили в его состав. В селе действовал колхоз «Крестинтерн», позже переименованный в колхоз «Парижская Коммуна». По данным всесоюзная перепись населения 1939 года в селе проживало 265 человек.
В 1944 году, после освобождения Крыма от фашистов, согласно Постановлению ГКО № 5859 от 11 мая 1944 года, 18 мая крымские татары были депортированы в Среднюю Азию. Указом Президиума Верховного Совета Российской Федерации от 21 августа 1945 года Кадыш был переименован в Воронки и Кадышский сельсовет — в Воронкинский. С 25 июня 1946 года Воронки в составе Крымской области РСФСР. В 1950 году колхозу переименован в «имени Сталина». 25 июля 1953 года Новосёловский район был упразднен и село включили в состав Раздольненского. 26 апреля 1954 года Крымская область была передана из состава РСФСР в состав УССР. В период с 1960 года, поскольку в «Справочнике административно-территориального деления Крымской области на 15 июня 1960 года» селение ещё значилось, по 1968 год к селу присоединили посёлок Константиновку (согласно справочнику «Крымская область. Административно-территориальное деление на 1 января 1968 года» — с 1954 по 1968 годы).
Указом Президиума Верховного Совета УССР «Об укрупнении сельских районов Крымской области» от 30 декабря 1962 года Раздольненский район был упразднён, и село присоединили к Черноморскому району. 1 января 1965 года, указом Президиума ВС УССР «О внесении изменений в административное районирование УССР — по Крымской области», его вновь включили в состав Раздольненского. 5 февраля 1974 года сельсовет из Воронков был переведен в Зимино. По данным переписи 1989 года в селе проживало 133 человек. С 12 февраля 1991 года село в восстановленной Крымской АССР, 26 февраля 1992 года переименованной в Автономную Республику Крым. С 21 марта 2014 года в составе Крыма аннексировано Россией.